# Публий Метилий Секунд
Публий Метилий Секунд Непот (на латински: Publius Metilius Secundus Nepos) е политик на Римската империя.

## Биография
Произлиза от фамилията Метилии от Алба Лонга и от Транспадана в Северна Италия. Син е на Публий Метилий Непот (суфектконсул 103 г.). Брат е на Публий Метилий Непот (консул 128 г.), който се жени за Понтия.
През 123 г. той е суфектконсул. Женен е за Аквилия. Вероятно е баща на Марк Метилий Аквилий Регул с пълното име Marcus Metilius Aquillius Regulus Nepos Volusius Torquatus Fronto (консул 157 г.).